# Бистрік Артур Юрійович
Артур Юрійович Бистрік (нар. 9 травня 2005, Київ, Україна) — український самбіст, майстер спорту України з самбо та бойового джіу-джитсу.

## Біографія
Народився у єврейській родині, батько — кандидат у майстри спорту з боксу. Тренер — Олег Владимирович Мартиненко, НФСУ. У серпні 2021 року зайняв третє місце на кубку України з самбо серед юніорів, що проходив у Кароліно-Бугазі. У січні 2022 року посів друге місце на чемпіонаті України з самбо серед юніорів у Львіві. 3 грудня 2022 року на чемпіонаті світу з бойового джіу-джитсу серед юніорів, що проходив у Барселоні (Іспанія), посів друге місце. У 2023 році склав вступні іспити до Національного університету фізичного виховання і спорту України. 17 лютого 2024 взяв участь у чемпіонату України по самозахисту серед дорослих, де посів друге місце. Згодом на чемпіонаті Європи з джіу-джитсу, що відбувся 17 травня 2024 у місті Малґрат-да-Мар (Іспанія), посів друге місце.